# トマス・フシュケ
トマス・フシュケ（Thomas Huschke、1947年12月29日 - ）は、ドイツ、東ベルリン出身の元自転車競技（トラックレース）選手。

## 来歴
祖父、アドルフ・フシュケは元ドイツ選手権・プロロードレース優勝者、父、ゲルハルト・フシュケも元プロロードレース選手という家系に育つ。
1972年ミュンヘンオリンピック、団体追い抜きで銀メダル、1975年、世界選手権自転車競技大会、アマ個人追い抜きで優勝、1976年モントリオールオリンピック、個人追い抜きでは銅メダルを獲得した。
引退後、東ドイツ体育・スポーツ協会の市場調査員としての職務に就き、1988年には、女子フィギュアスケート選手、カタリーナ・ヴィットのマネジャーを務めた。

## 主な戦績
1969年
- 東ドイツ選手権 団体追い抜き 優勝

1970年
- 東ドイツ選手権
  - 団体追い抜き 優勝
  - マディソン 優勝

1971年
- トラックレース世界選手権 アマ団体追い抜き 2位
- 東ドイツ選手権
  - 個人追い抜き 優勝
  - 団体追い抜き 優勝
  - マディソン 優勝

1972年
- ミュンヘンオリンピック
  -  団体追い抜き 2位
- 東ドイツ選手権 マディソン 優勝

1974年
- トラックレース世界選手権
  - アマ団体追い抜き 2位
  - アマ個人追い抜き 3位
- 東ドイツ選手権 団体追い抜き 優勝

1975年
- トラックレース世界選手権
  -  アマ個人追い抜き 優勝
  - 団体追い抜き 3位
- 東ドイツ選手権
  - 個人追い抜き 優勝
  - 団体追い抜き 優勝

1976年
- モントリオールオリンピック
  -  個人追い抜き 3位
- 東ドイツ選手権
  - 個人追い抜き 優勝
  - マディソン 優勝

1977年
- 東ドイツ選手権 ドミフォン 優勝